# Roquefeuil
Roquefeuil es una pequeña localidad y comuna francesa, situada en el departamento del Aude en la región de Languedoc-Roussillon.
A sus habitantes se les conoce en idioma francés por el gentilicio Roquefeuillois.

## Demografía
| 332 | 355 | 304 | 278 | 262 | 277 |
| Para los censos de 1962 a 1999 la población legal corresponde a la población sin duplicidades (Fuente: INSEE [Consultar]) |     |     |     |     |     |

## Personalidades
- La familia de Roquefeuil, una de las más antiguas de Francia.
- Bérenger de Roquefeuil, uno de los miembros de esta familia; construyó el castillo de Bonaguil